# Hořákov (zámek)
Zámek Hořákov je historizující budova z 19. století ve vsi Hořákov, části Běšin na Klatovsku. Od 22. září 2010 je kulturní památkou.

## Historie a popis
Zámku předcházela rytířská tvrz ze 14. století, již založil Jan Strkovec z Hořákova. Současná budova vznikla jako novostavba v duchu historizující architektury konce 19. století. Postavil ji Petr Kordík, investor místní železniční dráhy; poté se však dostal do tíživé finanční situace, a proto zámek prodal svému zeti Peteru Zippererovi z Enggenthalu, který ho v roce 1891 prodal Bedřichu Brábkovi.
V roce 1897 se zámek dostal do majetku Josefa Františka Černína z Chudenic, jenž ho přestavěl a rozšířil o dvě boční křídla v secesním slohu. Zámek mu sloužil jako rekreační sídlo. Do zámku byla také převezena knihovna jeho chotě Marie z rodu Des Fours-Walderode. Původně ji tvořilo na 864 svazků, dnes zčásti deponovaných na zámku Kozel. Po první světové válce zámek zdědil hraběcí rod Schönbornů, kterému byl na základě Benešových dekretů po druhé světové válce zkonfiskován. Až do 90. let 20. století pak budova sloužila jako dětské sanatorium.
Mimo hlavní budovu tvoří areál hospodářská stavení (stodoly, chlévy) a park. Vyjma dvou nejstarších místností v přízemí zámku jsou všechny prostory plochostropé. Původní mobiliář se nedochoval.